# Propiedad (lógica)
En filosofía, lógica y matemática, una propiedad es un atributo o cualidad de un objeto. Por ejemplo, la sangre tiene la propiedad de ser roja. Las propiedades también se pueden considerar objetos, y pueden por lo tanto tener otras propiedades. Por ejemplo, el rojo tiene la propiedad de ser un color.
Las propiedades se expresan mediante un concepto universal, que significan formalmente una clase desde el punto de vista lógico.
Para Mario Bunge la propiedad lógica, lo mismo que individuo, es un concepto primitivo que no admite definición y es la base de la determinación de cualquier y toda cosa; siendo por tanto equivalente a lo elemental de un sistema. Si el sistema es conceptual entonces lo elemental no es individuo sino constructo.
En la lógica aristotélica, las propiedades son uno de los modos de relación que puede haber entre el sujeto y el predicado de una proposición según el juicio categórico aristotélico.

## Historia

### Aristóteles

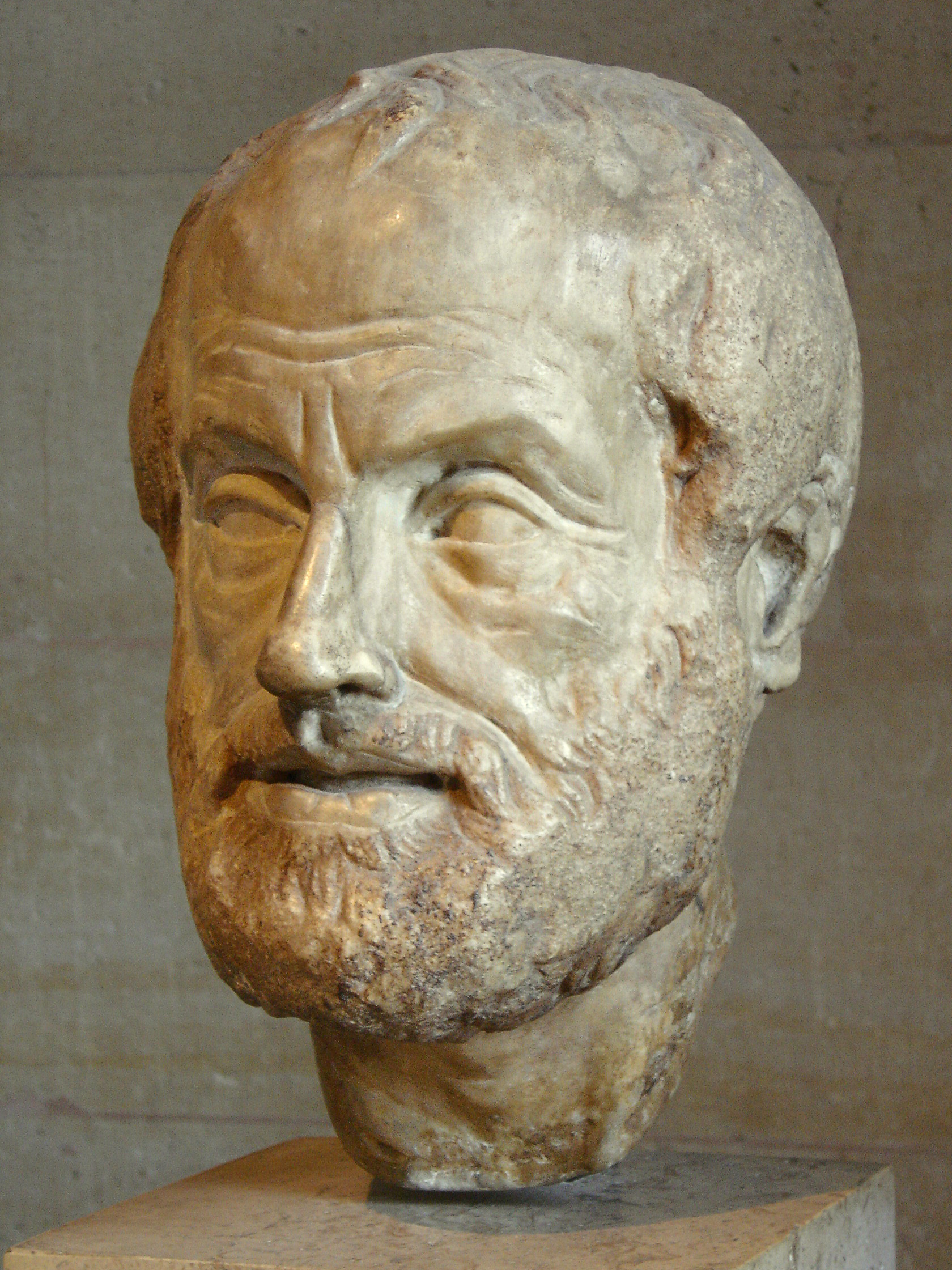
Aristóteles.

Aristóteles consideró que en el juicio hay cinco modos o κατηγορούμενα que fueron traducidos al latín, predicabilia, y en español predicables.

Lo propio es lo que sin expresar la esencia de la cosa pertenece a esta cosa sola y puede reciprocicarse con ella
Aristóteles. Top. I,5,102a, 18-30

Por ejemplo, dice Aristóteles: "Si A es un hombre es capaz de aprender la gramática; si es capaz de aprender la gramática A es un hombre".
Añade Aristóteles las distintas formas de propiedad:
- Por sí o por siempre. Por ejemplo "reír" respecto al hombre
- Relativamente a otra cosa y por un tiempo: Por ejemplo, "tener un carácter suave"

### Edad Media
Porfirio en su Isagoge elabora y desarrolla el tema de los predicables, y define la propiedad como lo que se afirma de la especie de la cual es la propiedad y de los individuos que pertenecen a la especie; y establece respecto a la propiedad cuatro posibles sentidos que se ejemplifican en su aplicación a la especie humana:
- Lo que pertenece accidentalmente a una especie aun sin pertenecer a toda la especie. "Ser gramático".
- Lo que pertenece accidentalmente a la especie entera sin pertenecer a ella sola. "Ser bípedo".
- Lo que pertenece a una sola especie, a toda ella y solo en un momento determinado. "Volverse cano en la vejez".
- Pertenecer a una sola especie, a toda ella y siempre. "Reír".[6]

La doctrina de Porfirio es la que prevalece en la Escolástica.
Avicena sin embargo da una nueva interpretación a los predicables, porque los considera bajo el punto de vista de un universal que se predica de los particulares o casos concretos. Las esencias como seres posibles, "son algo" y la existencia deviene un accidente de la esencia. "Equinitas est equinitas tantum". Lo que según Duns Scoto hace necesaria una haecceitas o principio de individuación como principio esencial, que no depende de la materia (materia signata quantitate) como determinaba la escolástica y el mismo Santo Tomás.
De este modo se suscita la importante polémica acerca de los conceptos universales entre el realismo y el nominalismo.

### Edad Moderna
La crítica empirista a la noción de sustancia y el planteamiento analítico del método racionalista hizo concebir a Leibniz que las sustancias no eran más que una colección de propiedades y modos. La realidad de la sustancia estaba constituida por la relación unitaria de todos sus infinitos posibles predicados que son interpretados como atributos y modos según la lógica racionalista de Port Royal. Leibniz distinguía según dicha lógica entre propiedades (propietates sunt perpetuae) y modos (modificationes sunt transitoriae). Es posible, entonces, un análisis de los infinitos o posibles predicados de cualquier sustancia, basándose en la identidad como realidad necesaria, sujeto de todos sus predicados.
Para Leibniz dicho análisis sólo es posible para una inteligencia infinita como es la de Dios. Leibniz, borra así la distinción real entre verdades de hecho y verdades de razón siendo las primeras una limitación propia de las condiciones del conocimiento humano.
De este modo la propiedad pasa a ser interpretada en la lógica como el conjunto de los atributos que "tiene", es decir posee como propiedad, cualquier cosa, en tanto que predicados de ella.

## Las propiedades en la lógica formal
Mi primer intento de exponer las creencias metafísicas implícitas en mi simbolismo lógico quedó establecido en el capítulo IV de los Principios de la matemática, titulado "Nombres propios, adjetivos y verbos". Hablando en general, lo que pensaba entonces tenía que ver con los valores que podían asignarse a las variables. Las variables, para las que empleaba minúsculas latinas, iban a tener como valores posibles entidades con propiedades o relaciones. Una letra griega servía para designar una propiedad o la clase de cosas que tenían esa propiedad. Las versales latinas servían para representar las relaciones. Pensaba en aquella época que asignar un valor a una minúscula consistía en sustituir la variable por un nombre propio -por ejemplo, si sabemos que, sea x lo que fuere, si x es un hombre, x es mortal, podemos sustituir x por el nombre de "Sócrates". Del mismo modo, podemos sustituir una letra griega por una propiedad, y una versal latina por una relación. Esta sustitución de una variable por una constante es el proceso de aplicación de la lógica. Es un proceso que queda fuera de la lógica, porque el lógico, como tal, no sabe de la existencia de Sócrates ni de ninguna otra cosa
 Russell, B. op. cit. p. 165-66

La idea de Leibniz y Russell de una sustancia a la que pertenecen sus predicados supone una afirmación metafísica acerca de la realidad de las sustancias. y la identidad con sus predicados. Con referencia a la unidad de un sujeto como sustancia tendríamos que tener en cuenta la localización espacio-temporal en experiencia de sus predicados reales; como ya previeron en las propiedades no esenciales los antiguos.
Pero:
Una noción de propiedad como contrapartida de un predicado independiente de un sujeto sustancial que puede realizar la función sintáctica de sujeto gramatical de un enunciado, considerado como proposición sin cuantificar sus variables, permite hacer afirmaciones en enunciados como:
- El hombre es un animal racional[14]
- Los hombres son mortales
- Los pegasos vuelan
- El verde es un color
- Correr es muy sano
- El autor de "El Quijote" nació en Alcalá de Henares[15]
- La montaña de oro no existe[16]

Tales conceptos como entidad estarían por encima de la realidad metafísica de la sustancia o individuos existentes pues sería anterior e independiente de cualquier cosa del mundo, pues no se afirma en ellas existencia alguna, contra lo que sostenían Leibniz y el Russell de los Principia.
Nótese las diferencias en los fundamentos de contenidos significativos en cada una de las proposiciones enunciadas. Volveríamos al realismo de los conceptos sin "entidad empírica" cuyo referente estaría en un "mundo platónico".
Tales términos lingüísticos, como conceptos:
- Tendrían sentido en la posibilidad de afirmación a partir de juicios categóricos, y en referencia a sus contenidos.[17]
- O considerando los predicados como atributos lógicos de una idea subjetiva  de sustancia[18] y con significado propio en la experiencia como idea subjetiva de la conciencia.[19]
- O como producto del análisis a partir de unas ideas innatas a partir de la creencia en Dios.[20]
- O como un contenido dependiente de unas condiciones subjetivas del conocimiento.[21]
- O carecerían de significado en el mundo.[22]

Las propiedades como tales no se presentarían como "hechos del mundo" sino como un concepto universal cuyo significado
- o bien se sitúa en un mundo platónico de ideas subsistentes,
- o como clase lógica de realidades posibles como ideas en la mente de Dios,
- o bien carecerían de significado.

Este último caso dejaría el hecho lingüístico como expresión cognoscitiva completamente mermado de contenido, como en algún momento pensaron los neopositivistas.
Ahora bien, el significado, referente y sentido con que usemos esas expresiones en un «uso concreto de lenguaje» dependerá de la ontología en la que nos situemos o estemos aceptando como situación común con el interlocutor. 
No es lo mismo aceptar el "uso" de un universal referido a los "hombres" que a "pegaso" aceptando una entidad significada para cada término, si con entidad queremos referirnos a un diverso grado o sentido de existencia para los referentes de uno y otro término.
En otros casos la cuestión es de sinonimias en las definiciones que, en último término acaban planteando la problemática del caso anterior, pues es el "uso" y el "contexto" en definitiva el que establece las significaciones adecuadas a sus referentes.  
En definitiva:
El significado, el referente y el sentido del enunciado lingüístico dependen del "uso" y "contexto" en que se utilice el lenguaje.
Por ello la formalización del lenguaje es el procedimiento para evitar las ambigüedades y los equívocos.
En la actualidad este tipo de proposiciones lógicas que tratan de propiedades y no de individuos son consideradas como lógica de segundo orden.

## Esencialismo y lenguaje
La tradicional distinción entre propiedades esenciales y accidentales, permanentes las primeras y transitorias las segundas, ha vuelto a suscitar en los últimos años la polémica realidad de las propiedades y su relación con el lenguaje como predicados.
Kripke sostiene la necesidad de ciertos predicados en una especie de esencialismo que concede realidad necesaria a algunos predicados frente a otros meramente contingentes. Hay por tanto verdades a posteriori que son necesarias en tanto que corresponden a una intuición de realidad presente en la experiencia.
Sostiene que ser x para x es en todos los casos una propiedad esencial de x. 

no hay un caso de esencia más obvio que el que el hecho de ser un dolor sea una propiedad esencial de cada dolor.
Kripke. op. cit.

Chomsky considera que tales argumentos intuitivos relativos a propiedades esenciales responden a las condiciones de nuestro sistema de comprensión y de lenguaje.

tienen que ver con la estructura de los sistemas de comprensión por el sentido común y por el lenguaje, no con propiedades esenciales de cosas consideradas con abstracción de nuestras caracterizaciones de las mismas en términos de esos sistemas de categorización y representación.
Chomsky. op. cit.